# Crkva sv. Mihaela Arkanđela u Vugrovcu
Crkva sv. Mihaela Arkanđela katolička je crkva koja se nalazi u Vugrovcu, na brežuljku Slatina koji lokalno stanovništvo naziva i Crkvenščak. Pretpostavlja se da je sagrađena oko 1300. godine. Crkva je od osnutka župe u 14. stoljeću do početka 19. stoljeća bila župna crkva. Godine 1803. ulogu župne crkve preuzima crkva sv. Franje Ksaverskog, smještena u središtu naselja. Crkva je zaštićeno kulturno dobro Republike Hrvatske.

## Povijest i arhitektura
Crkva je okružena grobljem te svojom položajem na uzvisini iznad naselja dominira okolnim krajolikom. Jednobrodna je kamena građevina bez sakristije, s poligonalnim svetištem prema istoku. Iznad glavnog pročelja izdiže se četvrtasti zvonik. U podu crkve nalaze se grobnice iz 17. stoljeća.
Unatoč starosti od gotovo sedam stotina godina crkva je u cijelosti sačuvala osnovnu tlocrtnu dispoziciju. U 17. je stoljeću uz svetište dograđena barokna sakristija, koja je uklonjena u drugoj polovici 19. stoljeća jer tada za njom više nije bilo potrebe s obzirom na činjenicu da je izvorno župna crkva sv. Mihaela od 1803. godine postala grobljanska kapela.
Crkva s jednom apsidom tlocrtne je veličine 27,5  x  9,8 m (visina srednjeg dijela lađe iznosi 7,1 m). Toranj na pročelju dimenzija je 5,2 x 5,6 x 30 m, a poligonalno zaključeno svetište 11 x 5,6 x 4,5 m. Krov, čija je visina 4,5 m, građen je sustavom dvostrukih simetričnih visulja raspona gotovo devet metara.
Prostor crkve na nižoj je poziciji od ulaza: u predvorje (toranj) spušta se s jednom stepenicom, a iz njega se u brod crkve spušta s četiri stepenice. Prezbiterij je u odnosu na brod izdignut jednom stepenicom. Kor je smješten iznad zapadnog ulaza, te mu se pristupa masivnim drvenim stubištem u jugozapadnom uglu crkve.
Najveću vrijednost pokretnog inventara crkve sv. Mihaela čine tri drvena, rezbarena i polikromirana oltara iz posljednje četvrtine 17. stoljeća, karakteristični primjeri srednjoeuropske kasnomanirističke oltaristike i kiparstva. Odlikuje ih znatna očuvanost cjeline i vrsno oblikovanih dekorativnih elemenata. Vrlo vrijedan dio povijesnog inventara crkve predstavljaju i drvene korske klupe, s figuralnim oslikom na naslonima, a njegov važan dio čini i drvena propovjedaonica iz 1742. godine, s rezbarenim figuralnim i ornamentalnim elementima. U crkvi se nalaze i novootkrivene gotičke freske, oko kojih treba nastaviti sa sondiranjem i otkrivanjem (eventualne) čitave kompozicije. Iznimno važan noviji nalaz su i dva retabla bočnih oltara naslikana krajem 16. ili početkom 17. stoljeća na zidu trijumfalnog luka. Radi o najranijim dosad znanim primjerima slikane oltarne arhitekture na području sjeverozapadne Hrvatske.

## Potres 2020. godine
U potresu koji je pogodio Zagreb 22. ožujka 2020. godine crkva sv. Mihaela teško je oštećena. Nakon potresa uslijedila je cjelovita obnova te je crkva ponovno otvorena 2024. godine.

## Galerija
- Stražnje pročelje
- Pogled na crkvu s pristupnog puta
- Križni put ispod crkve
- Tabla o obnovi crkve nakon potresa
- Unutrašnjost crkve
- Unutrašnjost crkve
- Unutrašnjost crkve
- Unutrašnjost crkve
- Unutrašnjost crkve
- Unutrašnjost crkve
- Unutrašnjost crkve
- Unutrašnjost crkve
- Unutrašnjost crkve
- Unutrašnjost crkve
- Unutrašnjost crkve
- Unutrašnjost crkve
- Pogled s kora
- Pogled s kora
- Pogled s kora
- Pogled s kora
- Novootkrivene freske